# Бумбокс (группа)

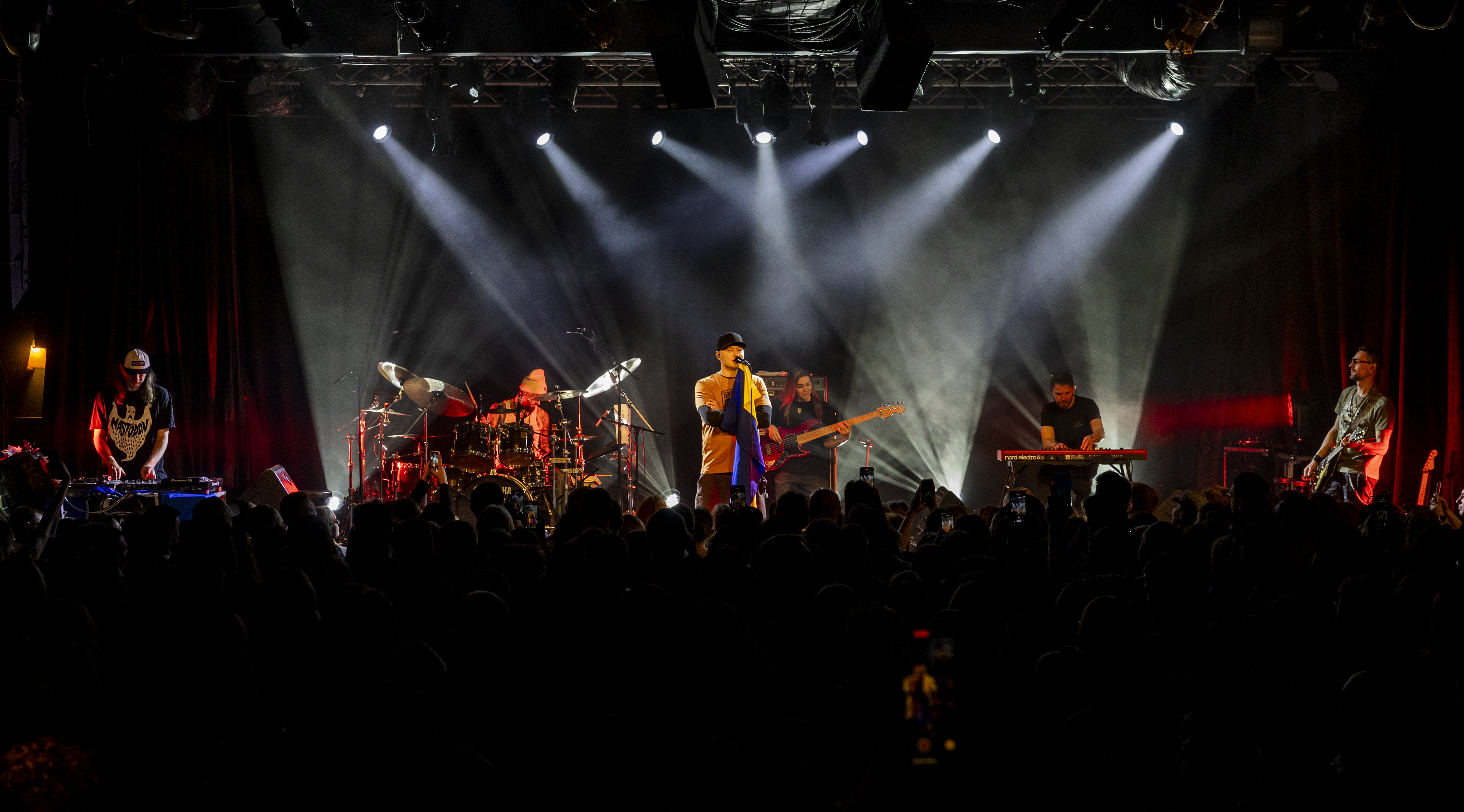
Дронотур группы Бумбокс. Израиль. Тель-Авив. 2025

«Бумбо́кс» — украинская фанк-, хип-хоп- и рок-группа. Образована в 2004 году в Киеве вокалистом группы «Графіт» Андреем Хлывнюком и гитаристом группы «Тартак» Андреем Самойло. В основном песни группы исполняются на украинском языке, но также присутствуют русскоязычные и англоязычные песни. Группа стала быстро популярной как в Украине, так и в России. «Бумбокс» были неоднократно признаны самой популярной группой 2000-х и 2010-х годов, а вокалист Андрей Хлывнюк обрел титул одного из самых популярных блогеров в 2024 году. 

## История
Группа организовалась в середине 2004 года в Киеве.
В апреле 2005 года в короткие сроки, всего за 19 часов, в студии «!SubmarinStudio» был записан первый альбом — «Меломанія».
В 2006 году на лейбле Moon records вышла вторая пластинка «Бумбокса» «Family Бізнес», получившая на территории Украины золотой статус. Было продано около 100 тысяч экземпляров диска. Вскоре вышло видео на песни «Ким ми були» и «Квіти в волоссі», снятые Виктором Придуваловым. Российская кинокомпания «АСТ» предложила музыкантам поработать над саундтреком для фильма Петра Точилина «Хоттабыч». В картине прозвучали пять музыкальных фрагментов авторства «Бумбокс» — четыре из альбома «Меломанія» и один из «Family Бізнес».
Летом 2007 года композиция «Вахтёрам» попала в эфир радиостанций России. 19 сентября Moon Records выпустила мини-альбом «Бумбокса» — «Тримай». Композиция «та4то» попала в ротации московских радиостанций. На эту песню был снят видеоклип, режиссёром которого выступили Владимир Якименко и Pistolet Films.
Со временем «Бумбоксом» заинтересовались российские звукозаписывающие компании, и с фирмой «Монолит» был подписан контракт на издание альбомов «Меломанія» и «Family Бізнес» в России. Выход альбомов состоялся 10 июня 2008 года. Российское издание дисков отличается оформлением и полным набором клипов к каждой пластинке.
В конце декабря 2009 года группа выпустила совместный альбом с киевским диджеем Tonique. Пластинка на Украине вышла под названием «Бленди, мікси та інші музичні пародії». Российское издание альбома выпустила компания «Монолит», в один день с украинским, под названием «Бленды, миксы и другие музыкальные пародии». В альбом вошли 11 ремиксов на старые хиты группы. В качестве бонуса пластинка содержит композицию «Come Around» на английском языке.
24 июня 2010 года в киевском «Crystal Hall» состоялась презентация нового альбома — «Всё включено», на котором присутствовало 2 новые песни и 2 кавер-версии, а также старые песни группы.
10 ноября 2011 года вышел четвёртый номерной альбом группы — «Середній Вік» (укр. Средний Возраст). В дальнейшем альбом «Середній Вік» был издан на виниловой пластинке.
Осенью 2013 года группа представила новый альбом под названием «Термінал Б», вдохновленный частыми перелетами коллектива, а также записью песен непосредственно в терминале украинского аэропорта. В альбоме «Термінал Б», традиционно для «Бумбокса», содержались песни на разные темы с одним настроением. Здесь есть треки, которые можно отнести как к раннему творчеству группы, так и к «электрическому периоду». В дальнейшем альбом был выпущен на виниловой пластинке.
В декабре 2018 года из коллектива ушёл его сооснователь Андрей Самойло.
В 2019 году Тина Кароль и «Бумбокс» заявили о выпуске совместной песни «Безодня».
На момент 2023 года Андрей Хлывнюк служит в ВСУ

## Состав

### Бумбокс
- Андрей Хлывнюк — вокал, тексты
- Валентин Матиюк — диджей
- Инна Невойт — бас-гитара (с 2019 года)
- Дмитрий Кувалин — гитара
- Александр Люлякин — ударные
- Павел Литвиненко — клавиши

### Бывшие участники
- Денис Левченко — бас-гитара
- Андрей Самойло — гитара (ушёл в 2018)

### Бумбокс Family
- Алексей Согомонов — продюсер
- Виталий Харенко — концертный директор
- Игорь Мельник — звукорежиссёр
- Кирилл «Космос» Виноградов — видеорежиссёр
- Tonique Lee Deejay — диджей (штатный диджей группы ТНМК).

## Дискография

### Студийные альбомы
- Меломанія (2005)
- Family Бізнес (2006)
- III (2008)
- Всё включено (2010)
- Середній вік (2011)
- Термінал Б (2013)
- Таємний код (2019) (две части)

### Синглы
- Тримай (2007) (макси-сингл)
- Люди (2016) (макси-сингл)
- Голий король (2017) (макси-сингл)
- Тримай мене (2018) (сингл)
- Твій на 100 % (2018) (сингл)
- Безодня (2019)
- ДШ (2019)
- Жаль (2021)
- Імперії впадуть (2021)

### Клипы
- «Супєр-пупєр» (2005, режиссёр Виктор Придувалов)
- «E-mail» (2005, режиссёр Виктор Придувалов)
- «Бобік» (2005, режиссёр Алексей Кузиков)
- «Ким ми були» (2006, режиссёр Виктор Придувалов)
- «Квіти у волоссі» (2006, режиссёр Виктор Придувалов)
- «Вахтёрам» (2009, режиссёр Виктор Придувалов)
- «Та4то» (2007, режиссёр Владимир Якименко)
- «Поліна» (2008, режиссёр Владимир Якименко)
- «Концерти» (2009, режиссёр Алексей Кузиков)
- «Eva» (2009, режиссёр Владимир Якименко)
- «Наодинці» (2009, режиссёр Владимир Лерт)
- «Летний дождь» (2010, режиссёр Владимир Якименко)
- «Холода.нет» (2010, режиссёр Владимир Якименко)
- «Этажи» (2011, режиссёр Владимир Лерт)
- «За буйки» (2011, режиссёр Владимир Лерт)
- «Пошла вон» (2011, режиссёр Владимир Лерт)
- «Піддубний Микола» (2012, режиссёр Кадим Тарасов)
- «Для тебя» (2013, режиссёр Владимир Якименко)
- «Дитина» (2013, режиссёр Владимир Лерт)
- «Пепел» (2013, режиссёр Владимир Лерт)
- «Здесь даже солнца не видно»(2014, режиссёр Владимир Якименко)
- «Ты одна»(2014, режиссёр Виктор Вилкс)
- «Номер скрыт» (2014, режиссёр Владимир Лерт)
- «Выход» (2015)
- «Люди» (2015, режиссёр Денис Дужник)
- «Рок-н-ролл» (2016)
- «Колишня» (2017, режиссёр Анна Копылова)
- «Безодня» (2019)
- «Жаль» (2021)

### Саундтреки
- Хоттабыч (2006) (Хоттабыч)
- Оранжевая любовь (2007) (Квіти в волоссі)
- Красный жемчуг любви (2008) (Вахтёрам)
- Отторжение (2009) (Наодинці)
- Пепел (2013) (Пепел)